# Van Hilleary
Van Hilleary, właśc. William Vanderpool Hilleary,  (ur. 20 czerwca 1959) – amerykański polityk, członek Partii Republikańskiej. W latach 1995–2003 był przedstawicielem czwartego okręgu wyborczego w stanie Tennessee do Izby Reprezentantów Stanów Zjednoczonych.